# آندره بونا
آندره بونا (انگلیسی: André Bona؛ زادهٔ ۱۹ ژانویهٔ ۱۹۹۰) بازیکن فوتبال اهل فرانسه است.